# 28 Belona
28 Belona (mednarodno ime 28 Bellona, latinsko Bellōna) je asteroid tipa S v glavnem asteroidnem pasu. 

## Odkritje
Asteroid je odkril Karl Theodor Robert Luther (1822 – 1900) 1. marca 1854.
Ime je dobil po Beloni iz rimske mitologije. Belona je bila boginja vojne. Ime je označevalo začetek krimske vojne.